# Abe Nacumi
Abe Nacumi (安倍なつみ; Muroran, Hokkaidó, 1981. augusztus 10. –) japán énekesnő és színésznő, a Morning Musume első generációjának tagja, szólistaként csaknem 600 ezer példányban keltek el lemezei.

## Élete

### 1997-2003
1997-ben indult a SharanQ női vokalistáját kereső meghallgatáson, de nem nyert. Bekerült azonban azon öt lány közé, akikből Cunku később megalapította Morning Musume-t. 2003-ban jelent meg első szóló kislemeze, ami a legnagyobb példányszámban eladott szólista kislemeze. Ebben az évben fogott össze a Rokusenmon volt tagjával, Joszumi Keiko-val, akivel együtt 10 kislemezt, két albumot és egy mini albumot adtak ki.

### 2004-2005
2004-ben jelent meg első szólóalbuma, a „Hitoribocchi”, amin sok Morning Musume dal feldolgozása is megtalálható volt. Ebben az évben hagyta el a Morning Musume-t hogy szólókarrierjére koncentrálhasson. Az év végén egy dalát felfüggesztették plágium miatt, amit csak 2008-ban adhatott ki. A botrány lecsengéséig a Nocsiura Nacumi tagja lett, 2005 szeptemberében pedig csatlakozott a DEF.DIVA-hoz. Ezután nem sokkal jelent meg „Takaramono” című önálló kislemeze, amin mint „Sen” énekelt, aki a Takaramono című dráma főszereplője volt és Nacumi személyesítette meg.

### 2007-2009
2007-ben bíróság elé kellett állnia, miután közlekedési balesetet okozott. Tanulóvezetői matricával, egy éves jogosítvánnyal nekiütközött egy motorosnak. 2008-ban a °C-ute tag Jadzsima Maimi-vel közös kislemezt jelentettek meg, melynek címe „16sai no koi nante” volt. Októberben fellépett az ikebukuroi Sunshine City fennállásának 30. évfordulója alkalmából rendezett ünnepségen. 2009-ben az Elder Club graduálásával ő is elhagyta a Hello! Project-et.

### 2010-2011
2010-ben a Morning Musume első generációjának 3 tagjával több event-et is tartott, majd tagja lett a Georgia Coffee-t reklámozó Afternoon Musume-nek. Szeptemberben bejelentették, hogy egy politikai színdarabban játszik majd. 2011-ben tagja lett a Dream Morning Musume-nek, márciusban pedig 3 napos fanklub turnét tartott. Májusban szerepet kapott az „Arakawa under the bridge” című színdarabban, majd a nyár végén játszott a „Dracula”-ban.

## Diszkográfia

### Albumok
- [2004.02.04] Hitoribocchi
- [2006.03.29] 2nd ~Shimiwataru Omoi~
- [2014.08.13] Smile…♥

### Mini-Albumok
- [2007.03.14] 25 ~Vingt-Cinq~

### Best-Of Albumok
- [2008.12.10] Abe Natsumi ~Best Selection~ 15 Shoku no Nigaoe Tachi

### Egyéb albumok
- [2006.11.18] Musical “Hakujaden ~White Lovers~” Song Selection

### Kislemezek
- [2003.05.01] Haha to Musume no Duet Song (Joszumi Keiko-val)
- [2003.08.13] 22sai no Watashi
- [2003.11.19] Mirakururun Grand Purin! / Pi~hyara Kouta
- [2004.06.02] Datte Ikitekanakucha
- [2004.08.11] Koi no Telephone GOAL
- [2005.04.19] Yume Naraba
- [2005.08.31] Koi no Hana
- [2005.11.30] Takaramono
- [2006.04.12] Sweet Holic
- [2006.06.28] The Stress
- [2006.10.04] Amasugita Kajitsu
- [2007.05.09] Too far away ~Onna no Kokoro~
- [2007.10.24] Iki wo Kasanemashou
- [2008.01.16] 16sai no Koi Nante (Jadzsima Maimi-vel)
- [2008.12.03] Screen
- [2010.09.15] Ameagari no Niji no you ni

## Filmográfia

### Drámák
- Aiken Rosinante no Sainan ~Mukai Ryūta no Dōbutsu Nikki! (2001)
- Nurseman (2002)
- Angel Hearts (2002)
- Koinu no Waltz (2004)
- Takaramono (2005)
- Arakawa Under the bridge (2012)

### Filmek
- Movies	Edit
- Morning Cop
- Pinch Runner
- Tokkaekko
- Last Present
- Koinu Dan no Monogatari
- Prison Girl
- Tokyo Decibels